# Arquillos
Arquillos ist ein Ort und eine spanische Gemeinde (municipio) mit 1.685 Einwohnern (Stand: 2024) in der andalusischen Provinz Jaén. Zur Gemeinde gehört neben dem Hauptort die Siedlung El Porrosillo.

## Lage
Arquillos liegt etwa 55 Kilometer nordnordöstlich von Jaén in einer Höhe von ca. 380 m. Im Westen der Gemeinde liegt die Talsperre Embalse del Guadalen. 

## Bevölkerungsentwicklung
| Jahr      | 1970  | 1980  | 1990  | 2000  | 2010  | 2020  |
| Einwohner | 1.865 | 1.749 | 1.703 | 1.911 | 1.961 | 1.709 |

## Sehenswürdigkeiten
- Kirche der Unbefleckten Empfängnis (Iglesia de Immaculada Concepción)
- Uhrenturm (Torre del Reloj)

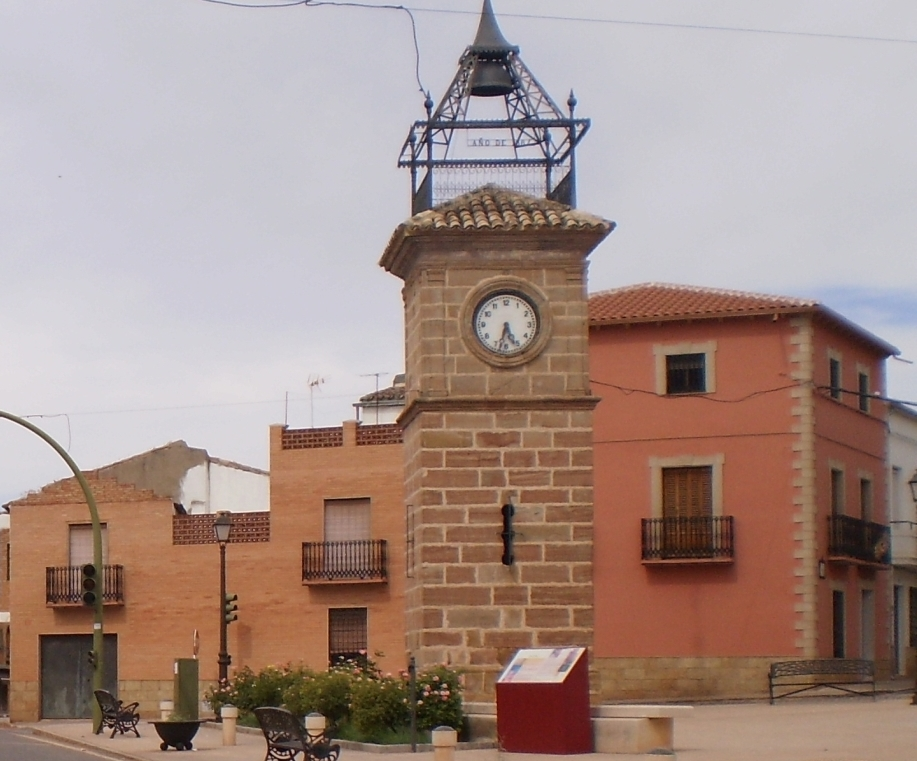
Uhrenturm